# Friedrich Kirchner
Friedrich Kirchner (Zöbigker, 26 marzo 1885 – Fulda, 6 aprile 1960) è stato un generale tedesco, della Wehrmacht durante la seconda guerra mondiale comandante dapprima della 1. Panzer-Division e in seguito dello LVII. Panzerkorps, venne decorato con la Croce di Cavaliere della Croce di Ferro con Fronde di Quercia e Spade.

## Biografia
Kirchner entrò nel Reale esercito sassone nel 1899 e divenne ufficiale nel 1907. Durante la prima guerra mondiale servì con la 23ª Divisione, e dopo la guerra continuò a prestare servizio nella Reichswehr. Nel 1928 venne promosso maggiore e dal 1929 servì nello stato maggiore di una divisione di cavalleria. Nel 1934 venne promosso  Oberst (Colonnello) e venne nominato al comando di un reggimento di fanteria della 1a Panzer-Division il 15 ottobre 1935; il 10 novembre 1938 venne nominato comandante di una brigata di fanteria. Nel marzo 1938 venne promosso Generalmajor (Maggior generale).
Prese parte alla Campagna di Polonia come comandante di brigata e nel novembre 1939 venne nominato comandante della 1a Panzer-Division. Il 1º aprile 1940 venne promosso Generalleutnant (Tenente generale). In seguito guidò la divisione nella Campagna di Francia e venne decorato con la Croce di Cavaliere della Croce di Ferro il 20 maggio 1940. Il 15 novembre 1941 prese il comando del LVI. Armeekorps e rimase al comando di tale unità (in seguito ridenominata LVII. Panzerkorps) fino alla fine della seconda guerra mondiale.
Venne preso prigioniero dalle forze statunitensi nel maggio 1945, finendo per essere rilasciato nel 1947.